# Carl Johan Johanson
Carl Johan Johanson (ur. 14 listopada 1858 w Östra Thorsås, zm. 26 czerwca 1888 w Uppsali) – szwedzki botanik i mykolog.

## Życiorys i praca naukowa
W 1886 uzyskał doktorat na Uniwersytecie w Uppsali, gdzie później został profesorem. Jest autorem dziesięciu artykułów w Botaniska Notiser oraz w publikacjach Królewskiej Szwedzkiej Akademii Nauk. W wieku 30 lat utonął podczas próby ratowania kogoś.
Nie należy go mylić z Carlem Jahannem Johansonem, uczniem Eliasa Magnusa Friesa, współautorem z tym ostatnim pracy zatytułowanej Monographia Mycenarum Sueciae, opublikowanej w Uppsali w 1842 roku.
W naukowych nazwach utworzonych przez niego taksonów dodawane jest jego nazwisko.